# Vorderweißenbach
Vorderweißenbach – gmina targowa w Austrii, w kraju związkowym Górna Austria, w powiecie Urfahr-Umgebung. Według Austriackiego Urzędu Statystycznego liczyła 2590 mieszkańców (1 stycznia 2015). 1 stycznia 2018 do gminy targowej przyłączono gminę Schönegg z powiatu Rohrbach.